# Laverda 350-500
La 350-500 è una serie di motociclette costruita dalla Moto Laverda tra il 1977 e il 1983.

## Il contesto
La moto nacque per coprire una fascia di mercato nella quale la Casa di Breganze non era presente: quella delle medie cilindrate. A tal fine si progettò un modello che riprendeva alcune delle caratteristiche delle più grosse SF e 1000: motore bicilindrico bialbero di 500 cm³ con testata a 8 valvole, cambio a sei marce, tre freni a disco Brembo, cerchi a razze in lega, accensione elettronica e avviamento elettrico. La presentazione al pubblico avvenne al Salone di Milano 1975, ma la produzione, a causa di problemi tecnico-logistici, partì solo due anni dopo.

## Le moto
La nuova 500 (commercializzata sul mercato britannico come Alpino e in quello statunitense come Zeta) si presentava con una linea armonica e piacevole, leggera (solo 175 kg di peso), con una buona tenuta di strada, ben frenata e scattante (caratteristica, quest'ultima, favorita dalla rapportatura corta del cambio). Il motore, invece, presentava alcuni problemi: una manutenzione complicata, che se non fatta poteva portare a cedimenti delle valvole, e vibrazioni intorno ai 6.000 giri/min.
La moto, inoltre, non aveva prestazioni velocistiche di rilievo (raggiungeva solo i 170 km/h), aveva il peggior consumo tra le "mezzo litro", e inoltre era una delle moto più costose della categoria. Come se non bastasse, sul mercato italiano la Laverda 500 era penalizzata dal divieto di guida ai diciottenni e dall'IVA al 35%.
Per contrastare questi ultimi problemi, nel 1978 fu presentata la 350, che differiva dalla sorella maggiore per alcuni particolari: alesaggio ridotto (da 72 a 60 mm), contralbero equilibratore, valvole e carburatori di minori dimensioni, rapporto di compressione ridotto, serbatoio di maggiore capacità e pneumatici di misure differenti tra anteriore e posteriore. Contralbero, serbatoio e pneumatici furono di lì a poco adottati anche sulla 500. La 350 si rivelò stabile e maneggevole come la 500 e con un motore pronto e senza vibrazioni (ma con "buchi" di carburazione). Le prestazioni velocistiche (155 km/h), l'accelerazione, il consumo e il peso erano allineate alle concorrenti della categoria, ma non il prezzo (2.277.000 L. IVA compresa, quando la Moto Morini 3½ e la Moto Guzzi V35 costavano poco meno di 1.900.000 L.).
La produzione della 350 cessò nel 1981 dopo circa 3000 esemplari costruiti, mentre quella della 500 nel 1983, con 5000 pezzi commercializzati. Il motore della 500, maggiorato a 600 cm³, sarà la base per l'enduro Atlas, commercializzata dal 1986. Sulla base del motore 500, verranno successivamente sviluppati numerosi altri modelli, con ulteriori maggiorazioni del motore. Dall'enduro Atlas, per esempio, nel 1989 venne ricavata la El Cid 700, una enduro (rimasta allo stadio di prototipo) ispirata alla Yamaha Supertenerè 750, con motore da 668 cc e iniezione elettronica. Non verrà mai prodotta in serie. Stessa sorte per la Hidalgo 668 del 1989, una custom in stile Harley, e per la CR 600 Cruiser del 1987, naked turistica derivata dalla Atlas 600. Dalla stessa famiglia di motori verrà poi ricavata l'intera gamma di sportive 668/750 prodotta a Zanè negli anni '90.

## Il trofeo monomarca e le competizioni

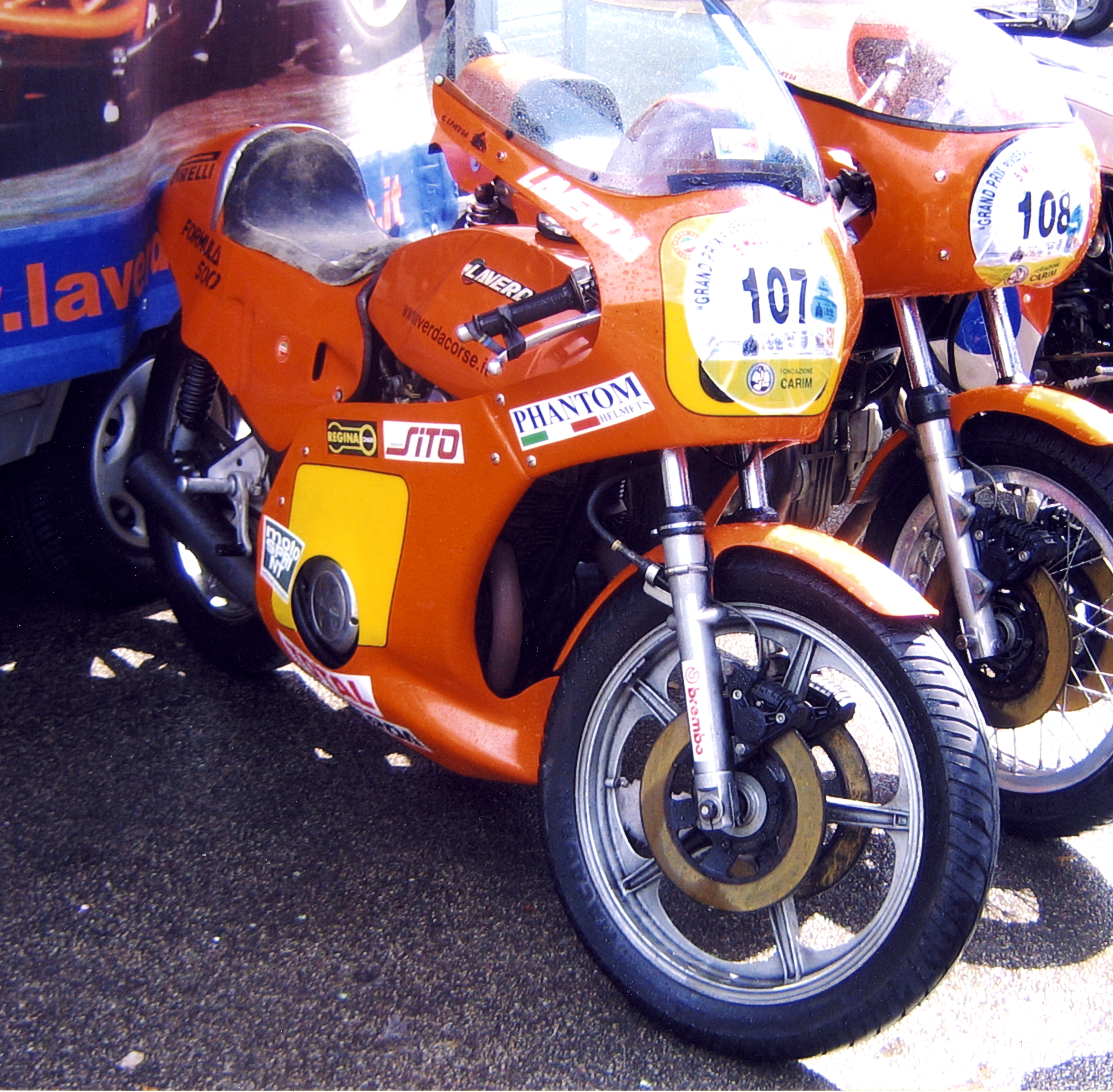
Una Laverda 500 Formula

Nel 1978 la Laverda promosse un trofeo monomarca "Trofeo Formula Laverda 500" (tra i primi in Italia), patrocinato dalla FMI e riservato a piloti sotto i 30 anni che non avessero mai ottenuto piazzamenti a podio in gare di velocità. A tal fine si realizzò un modello ad hoc, il 500 Formula, alleggerito e potenziato (da 42 a 60 CV) rispetto alla moto di serie. Il trofeo ebbe un buon successo, portando la Laverda a modificare per il 1979 la "Formula", dotandola di una carena in vetroresina e rivedendola meccanicamente. Il monomarca Laverda si corse sino al 1981, lanciando talenti come Valter Cussigh, Paolo Ferretti, Corrado Tuzii, Fausto Ricci e Massimo Broccoli. Campionati analoghi si svolsero anche in Belgio e Germania.
La 500 ottenne anche buoni successi nelle competizioni: alla 24 Ore del Montjuïc fu prima di categoria e ottava assoluta nel 1978 con l'equipaggio Brettoni-Davies, e di nuovo prima di classe e nona assoluta nel 1979, sempre con lo stesso equipaggio. Al Salone di Milano '79 la Laverda presentò una edizione speciale della "500" per celebrare le due vittorie, la Montjuic, dotata di albero a camme più spinto, scarico sportivo, sella monoposto e cupolino, costruita in 250 esemplari.
Altri buoni risultati furono ottenuti nella Formula TT, dove esordì nel 1978 nella classe Formula 2, ottenendo apprezzabili piazzamenti al Tourist Trophy: degna di nota l'edizione 1980 della gara dell'Isola di Man, nella quale sette Laverda si piazzarono nei primi quattordici posti.
Per il campionato Italiano TT2 la Laverda costruì, nel 1982, dieci macchine preparate appositamente, con cilindrata maggiorata a 596 cm³ (72 CV e 230 km/h), cerchi in magnesio, serbatoio in fibra di vetro e carenatura ad hoc.

## Caratteristiche tecniche
| Caratteristiche tecniche - Laverda 500 seconda serie (350)       | Caratteristiche tecniche - Laverda 500 seconda serie (350)                                                                                         | Caratteristiche tecniche - Laverda 500 seconda serie (350)                                                                                         | Caratteristiche tecniche - Laverda 500 seconda serie (350)                                                                                         | Caratteristiche tecniche - Laverda 500 seconda serie (350)                                                                                         | Caratteristiche tecniche - Laverda 500 seconda serie (350)                                                                                         |
| Dimensioni e pesi                                                | Dimensioni e pesi | Dimensioni e pesi | Dimensioni e pesi | Dimensioni e pesi | Dimensioni e pesi |
| ---------------------------------------------------------------- | --- | --- | --- | --- | --- |
| Ingombri (lungh.×largh.×alt.)                                    | 2115 × 720 × 1115 mm | 2115 × 720 × 1115 mm | 2115 × 720 × 1115 mm | 2115 × 720 × 1115 mm | 2115 × 720 × 1115 mm |
| Altezze                                                          | Sella: 800 mm - Minima da terra: 165 mm - Pedane: 340 mm                                                                                           | Sella: 800 mm - Minima da terra: 165 mm - Pedane: 340 mm                                                                                           | Sella: 800 mm - Minima da terra: 165 mm - Pedane: 340 mm                                                                                           | Sella: 800 mm - Minima da terra: 165 mm - Pedane: 340 mm                                                                                           | Sella: 800 mm - Minima da terra: 165 mm - Pedane: 340 mm                                                                                           |
| Interasse: 1420 mm                                               | Interasse: 1420 mm | Massa a vuoto: 175 kg | Massa a vuoto: 175 kg | Serbatoio: 14,5 l | Serbatoio: 14,5 l |
| Meccanica                                                        | | | | | |
| Tipo motore: bicilindrico parallelo frontemarcia a quattro tempi | Tipo motore: bicilindrico parallelo frontemarcia a quattro tempi                                                                                   | Tipo motore: bicilindrico parallelo frontemarcia a quattro tempi                                                                                   | Tipo motore: bicilindrico parallelo frontemarcia a quattro tempi                                                                                   | Raffreddamento: ad aria | Raffreddamento: ad aria |
| Cilindrata                                                       | 496,7 (344,5) cm³ (Alesaggio 72 (60) × Corsa 61 mm)                                                                                                | 496,7 (344,5) cm³ (Alesaggio 72 (60) × Corsa 61 mm)                                                                                                | 496,7 (344,5) cm³ (Alesaggio 72 (60) × Corsa 61 mm)                                                                                                | 496,7 (344,5) cm³ (Alesaggio 72 (60) × Corsa 61 mm)                                                                                                | 496,7 (344,5) cm³ (Alesaggio 72 (60) × Corsa 61 mm)                                                                                                |
| Distribuzione: bialbero, 4 valvole per cilindro                  | Distribuzione: bialbero, 4 valvole per cilindro | Distribuzione: bialbero, 4 valvole per cilindro | Alimentazione: 2 carburatori Dell'Orto PHF 32 A (2 Dell'Orto PHBL 24 B)                                                                            | Alimentazione: 2 carburatori Dell'Orto PHF 32 A (2 Dell'Orto PHBL 24 B)                                                                            | Alimentazione: 2 carburatori Dell'Orto PHF 32 A (2 Dell'Orto PHBL 24 B)                                                                            |
| Potenza:                                                         | Potenza: | Coppia: | Coppia: | Rapporto di compressione: 9,2:1 (8,7:1) | Rapporto di compressione: 9,2:1 (8,7:1) |
| Frizione: multidisco in bagno d'olio                             | Frizione: multidisco in bagno d'olio | Frizione: multidisco in bagno d'olio | Cambio: 6 marce in blocco a innesti frontali, comando a pedale                                                                                     | Cambio: 6 marce in blocco a innesti frontali, comando a pedale                                                                                     | Cambio: 6 marce in blocco a innesti frontali, comando a pedale                                                                                     |
| Accensione                                                       | elettronica Bosch | elettronica Bosch | elettronica Bosch | elettronica Bosch | elettronica Bosch |
| Trasmissione                                                     | primaria a ingranaggi, finale a catena | primaria a ingranaggi, finale a catena | primaria a ingranaggi, finale a catena | primaria a ingranaggi, finale a catena | primaria a ingranaggi, finale a catena |
| Avviamento                                                       | elettrico | elettrico | elettrico | elettrico | elettrico |
| Ciclistica                                                       | | | | | |
| Telaio                                                           | monoculla sdoppiata in tubi d’acciaio | monoculla sdoppiata in tubi d’acciaio | monoculla sdoppiata in tubi d’acciaio | monoculla sdoppiata in tubi d’acciaio | monoculla sdoppiata in tubi d’acciaio |
| Sospensioni                                                      | Anteriore: forcella Marzocchi teleidraulica ø 35 mm / Posteriore: forcellone oscillante con due ammortizzatori Marzocchi regolabili in 5 posizioni | Anteriore: forcella Marzocchi teleidraulica ø 35 mm / Posteriore: forcellone oscillante con due ammortizzatori Marzocchi regolabili in 5 posizioni | Anteriore: forcella Marzocchi teleidraulica ø 35 mm / Posteriore: forcellone oscillante con due ammortizzatori Marzocchi regolabili in 5 posizioni | Anteriore: forcella Marzocchi teleidraulica ø 35 mm / Posteriore: forcellone oscillante con due ammortizzatori Marzocchi regolabili in 5 posizioni | Anteriore: forcella Marzocchi teleidraulica ø 35 mm / Posteriore: forcellone oscillante con due ammortizzatori Marzocchi regolabili in 5 posizioni |
| Freni                                                            | Anteriore: due dischi Brembo ø 260 mm / Posteriore: disco Brembo ø 260 mm                                                                          | Anteriore: due dischi Brembo ø 260 mm / Posteriore: disco Brembo ø 260 mm                                                                          | Anteriore: due dischi Brembo ø 260 mm / Posteriore: disco Brembo ø 260 mm                                                                          | Anteriore: due dischi Brembo ø 260 mm / Posteriore: disco Brembo ø 260 mm                                                                          | Anteriore: due dischi Brembo ø 260 mm / Posteriore: disco Brembo ø 260 mm                                                                          |
| Pneumatici                                                       | Pirelli, anteriore: 90/90-18"; posteriore: 110/90-18"                                                                                              | Pirelli, anteriore: 90/90-18"; posteriore: 110/90-18"                                                                                              | Pirelli, anteriore: 90/90-18"; posteriore: 110/90-18"                                                                                              | Pirelli, anteriore: 90/90-18"; posteriore: 110/90-18"                                                                                              | Pirelli, anteriore: 90/90-18"; posteriore: 110/90-18"                                                                                              |
| Fonte dei dati: Motociclismo d'Epoca 10/2002, pagg. 54-55        | | | | | |